# Echo-Echo
Echo-Echo, auch Echo Echo, war ein deutsches A-cappella-Quartett, das sich 1988 auflöste. Seit 1999 tritt die wiedervereinigte Gruppe unter dem Namen Meier & die Geier auf.

## Geschichte
Die Gruppe Echo-Echo entstand im Jahr 1983. Der damals 18-jährige Hans-Werner Meyer hatte im Sommer während eines USA-Aufenthalts den „Barbershop“ kennengelernt, einen A-cappella-Gesang mit einem vierstimmigen Akkord auf jeder Silbe, der zu den wenigen originär amerikanischen Musikstilen zählt. Mit drei Mitschülern des Albert-Schweitzer-Gymnasiums in Hamburg gründete er daraufhin die A-cappella-Gruppe Echo-Echo. Zur Gruppe gehörten von Anfang an Valentin Gregor, Christian Taube und Volker Dittmann.
Die Gruppe trat zunächst in Fußgängerzonen in Hamburg auf, bevor sie von Produzent Jörn Christoph Seelenmeyer entdeckt wurde. Er produzierte mit ihnen im Jahr 1984 die Single Nur dein Clown, ein deutschsprachiges Cover des Titels Only You in der Version der Flying Pickets. Die Single erreichte 1984 Platz 27 der deutschen Airplay-Charts und gewann am 26. Mai 1984 die goldene Eins in Dieter Thomas Hecks „ZDF-Hitparade“.
Es folgten weitere Singles: im Jahr 1984 Jeder Tag mit dir, die deutsche Version des Police-Hits Every Breath You Take, und 1987 die deutsche Version des 1986 erschienenen Titels Caravan of Love von den Housemartins, seinerseits ein Cover des gleichnamigen Titels der Isley Brothers. Sie konnten damit jedoch nicht an den Erfolg des Debütsongs anknüpfen. Im Jahr 1988 trennte sich die Band. Zehn Jahre später fanden sie auf Anfrage des Intendanten des Altonaer Theaters Axel Schneider wieder zusammen, der sie für ein Neujahrskonzert am 1. Januar 1999 verpflichtete. Der Auftritt wurde positiv aufgenommen, sodass sich Echo-Echo im Jahr 1999 unter dem Namen Meier & die Geier neu formierte. Das erste gemeinsame Album Freundschaft erschien 2001.

## Diskografie

### Als Echo-Echo
- 1984: Nur dein Clown / Gertrud, das Mammut (Single, WEA)
- 1984: Jeder Tag mit dir (…war die Tränen wert) / Hoppel ’84 (Single, WEA)
- 1987: Karawane in der Nacht / Sahara (Single, EMI)

### Als Meier & die Geier
- 2001: Freundschaft (Album, Adagio Records)